# Judith de Hongrie
Judith de Hongrie (en polonais : Judyta węgierska) (née v.969 à Esztergom - morte v.988 à Cracovie ?) était une princesse hongroise, membre de la famille Árpád. Elle fut brièvement l'épouse de Boleslas Ier de Pologne.

## Biographie
Selon certaines sources,, elle était l'aînée des enfants de Géza, grand-prince des Hongrois et de sa première épouse Sarolt.
Vers la fin de l'année 985, Judith épouse Boleslas Ier, fils de Mieszko Ier de Pologne, duc des Polanes qui vient de répudier sa première épouse Hunilda, fille de Rikdag, margrave de Misnie. Cette union, produit un fils, Bezprym, né en 986 ou 987.
Vers 987, sans doute en raison de la détérioration des relations entre la Pologne et la Hongrie, Judith est répudiée. Elle demeure probablement en Pologne et meurt peu de temps après son divorce. Son beau-père étant encore vivant au moment de sa séparation, elle n'aura donc jamais été duchesse des Polanes.

## Sources
- (en) Cet article est partiellement ou en totalité issu de l’article de Wikipédia en anglais intitulé « Judith of Hungary » (voir la liste des auteurs).